# I diabolici (film 1920)
I diabolici è un film del 1920 diretto da Augusto Genina.